# クリストファー・コッカレル
サー・クリストファー・シドニー・コッカレル（英: Sir Christopher Sydney Cockerell、1910年6月4日 - 1999年6月1日）はイングランドの技術者で、ホバークラフトの発明で知られている。大英帝国勲章コマンダー勲爵士（CBE）、王室工業デザイナー（RDI）。

## 生涯
父のサー・シドニー・コッカレルがフィッツウィリアム美術館の館長（それ以前はウィリアム・モリスの秘書）を務めていた関係でケンブリッジで生まれた。ノーフォーク北部のホルトにあるグレシャム・スクールで学ぶ。その後ケンブリッジ大学のピーターハウスに入学し、William Dobson Womersley の下で工学を学んだ。1935年、マルコーニの会社に就職し、直後に結婚。第二次世界大戦中はレーダーの開発に従事。
1965年ハワード・N・ポッツ・メダル受賞、1966年には王立協会からロイヤル・メダルを受賞し、翌1967年には王立協会フェロー（FRS）に選出された。1966年に大英帝国勲章コマンダー（CBE）を受勲、1969年にナイトに叙された。1966年にロイヤル・ソサエティ・オブ・アーツよりアルバート・メダルを受賞。
ハンプシャーのハイスで死去。

## ホバークラフト
ホバークラフトの発明に通じる作業は1953年に始めた。ヘアドライヤーとブリキ缶を使って仮説を検証したところ、可能性は見出したが実用化に至るまでに数年を要し、その間に私財を投げ打って研究開発を続けた。1955年までにバルサ材で実働モデルを作り、最初の特許を取得。しかし、航空機産業も造船業も彼のアイデアに興味を示さなかったため、民間企業でそのアイデアを実用化することは不可能だと判断した。そこで、国防に役立つと考えてくれるのではないかと思い、イギリス政府に提案した。
政府はNRDC (National Research Development Corporation) にコッカレルを紹介した。1958年秋、NRDCは軍需企業サンダース・ローに初のフルスケールのホバークラフトの開発を依頼した。これにより、NRDCからのライセンスの下でサンダース・ローが開発したプロトタイプが サンダース・ロー SR.N1 (Saunders-Roe - Nautical One) である。4人乗りで時速28マイルで航行できた。1959年、コッカレルも乗り組んで航行試験が行われた。同年7月25日には、ドーバーからカレーまでのイギリス海峡横断に成功した（このときもコッカレルが乗り組んでいる）。
1959年1月、NRDCは Hovercraft Development Ltd. という子会社を創設し、コッカレルはその技術部長に就任した。同社はコッカレルの特許を管理し、"Hovercraft" という登録商標でいくつかの企業にホバークラフトの製造をライセンスした。
世界初のホバークラフトの商用航路は、北ウェールズのリルとマージーサイドのワラジーを結びディー川河口を横断するもので、1962年に36日間運行した。使われたホバークラフトはヴィッカース・アームストロング社の VA-3 である。運行は British United Airways が行った。